# Geestmoor-Klosterbachtal
Das ehemalige Naturschutzgebiet Geestmoor-Klosterbachtal liegt im mittleren Bereich des Landkreises Diepholz in Niedersachsen. Es handelt sich um ein rund 356 Hektar großes Gebiet entlang des Klosterbaches zwischen der Südumgehung (B 51) von Bassum und Neuenkirchen.
Das ehemalige Naturschutzgebiet mit dem Kennzeichen NSG HA 209 umfasste einen Abschnitt des teilweise mäandrierenden Klosterbaches, mehrere Nebenbäche und „zahlreiche auentypische Lebensräume wie Weichholz- und Hartholzauenwälder, Quellbereiche, Stillgewässer sowie feuchte Hochstaudenfluren und Feuchtgrünland. Auf trockeneren Standorten wachsen Buchen- und Eichenwälder. Im südlichen Teil des Gebietes hatten sich überwiegend mit Moorwald bestandene Hochmoorreste erhalten, die in den Randbereichen in Niedermoore übergehen.“
Das ehemalige Naturschutzgebiet war Bestandteil des FFH-Gebietes 280 „Geestmoor und Klosterbachtal“.
Im südlichen Teil des ehemaligen Naturschutzgebietes, dem Geestmoor, befindet sich eine Wasserscheide. Hier entspringt unweit der Klosterbachquelle, mit dem nach Norden fließenden Klosterbach, auch die nach Süden fließende Kleine Aue.

## Geschichte
Mit Verordnung vom 18. August 2009 wurde das Gebiet entlang des Klosterbaches zum 27. August 2009 zum Naturschutzgebiet erklärt. Zum 3. Januar 2018 wurde es mit dem angrenzenden Naturschutzgebiet „Schlattbeeke“ zum neuen Naturschutzgebiet „Geestmoor-Klosterbachtal und Schlattbeeke“ zusammengelegt. Zuständig war der Landkreis Diepholz als untere Naturschutzbehörde.
Das aus dem Jahre 1967 stammende Naturschutzgebiet „Geestmoor“ (Kennzeichen: NSG HA 029) ging vollständig im neu ausgewiesenen Naturschutzgebiet „Geestmoor-Klosterbachtal“ auf und wurde gelöscht.